# スウィープフィート
スウィープフィート（2021年4月5日 - ）は日本の競走馬。2024年のチューリップ賞の勝ち馬である。
馬名意味は「sweep off feet(心奪われる)より。母系より連想」。

## 経歴
2022年8月、北海道サマーセール1歳市場にて、YGGホースクラブに税込み385万円で落札された。
2023年8月13日、小倉競馬場第6レースの2歳新馬戦（芝1200m）で、鞍上永島まなみにてデビューし、3着。10月8日、京都競馬場の2歳未勝利戦（芝1600m）で初勝利を収めた。鞍上共々GI初挑戦となった12月10日の阪神ジュベナイルフィリーズはスタートで出遅れ、徐々に進出して直線外から追い上げたが、7着に敗れる。
3歳シーズンは2月3日のエルフィンステークスより始動。直線内を伸びて一旦は先頭に立ったが、ライトバックにクビ差差し切られ、2着に惜敗した。次走は3月2日に阪神競馬場で行われたチューリップ賞に出走。鞍上は武豊に乗り替わり、レース前は5番人気に支持された。後方3番手の追走から、直線では大外に持ち出して一気に各馬を差し切り、重賞初制覇を飾った。なお、2着には9番人気セキトバイースト、3着には15番人気ハワイアンティアレが入り、3連単は169万3290円をつける大波乱の決着となった。
2025年、愛知杯に出走し、鞍上は永島まなみに復帰予定である。

## エピソード
- 誕生直後、スタッフがかけつけるより前に母の馬房から抜け出し、雪の降る屋外で堂々と立っているところを発見された[11]。

## 競走成績
以下の内容は、JBISサーチおよびnetkeiba.comに基づく。
| 競走日     | 競馬場 | 競走名         | 格   | 距離（馬場）  | 頭 数 | 枠 番 | 馬 番 | オッズ （人気） | 着順 | タイム （上り3F） | 着差 | 騎手        | 斤量 [kg] | 1着馬（2着馬）       | 馬体重 [kg] |
| ---------- | ------ | -------------- | ---- | ------------- | ----- | ----- | ----- | --------------- | ---- | ----------------- | ---- | ----------- | --------- | -------------------- | ----------- |
| 2023.08.13 | 小倉   | 2歳新馬        |      | 芝1200m（良） | 12    | 8     | 11    | 007.30（3人）   | 03着 | R1:09.9（35.1）   | -0.8 | 0永島まなみ | 52        | パッシングシャワー   | 454         |
| 0000.10.08 | 京都   | 2歳未勝利      |      | 芝1600m（良） | 12    | 7     | 10    | 017.60（6人）   | 01着 | R1:34.8（35.5）   | -0.1 | 0永島まなみ | 52        | （ウインディオーネ） | 464         |
| 0000.11.26 | 京都   | 白菊賞         | 1勝  | 芝1600m（良） | 10    | 1     | 1     | 013.00（6人）   | 02着 | R1:35.7（33.1）   | -0.0 | 0永島まなみ | 55        | プシプシーナ         | 464         |
| 0000.12.10 | 阪神   | 阪神JF         | GI   | 芝1600m（良） | 18    | 6     | 11    | 034.20（9人）   | 07着 | R1:33.5（34.2）   | -0.9 | 0永島まなみ | 55        | アスコリピチェーノ   | 466         |
| 2024.02.03 | 京都   | エルフィンS    | L    | 芝1600m（良） | 11    | 5     | 5     | 004.40（3人）   | 02着 | R1:35.2（34.2）   | -0.1 | 0永島まなみ | 55        | ライトバック         | 462         |
| 0000.03.02 | 阪神   | チューリップ賞 | GII  | 芝1600m（稍） | 16    | 3     | 6     | 009.70（5人）   | 01着 | 01:33.1（34.3）   | -0.2 | 0武豊       | 55        | （セキトバイースト） | 466         |
| 0000.04.07 | 阪神   | 桜花賞         | GI   | 芝1600m（良） | 18    | 4     | 7     | 011.40（6人）   | 04着 | 01:32.4（33.0）   | -0.2 | 0武豊       | 55        | ステレンボッシュ     | 464         |
| 0000.05.19 | 東京   | 優駿牝馬       | GI   | 芝2400m（良） | 18    | 7     | 13    | 010.30（4人）   | 06着 | 02:24.6（34.5）   | -0.6 | 0武豊       | 55        | チェルヴィニア       | 466         |
| 2025.03.23 | 中京   | 愛知杯         | GIII | 芝1400m（良） | 18    | 8     | 17    | 009.40（5人）   | 06着 | R1:20.8（34.4）   | -0.6 | 0永島まなみ | 56        | ワイドラトゥール     | 490         |
| 0000.04.12 | 阪神   | 阪神牝馬S      | GII  | 芝1600m（良） | 14    | 5     | 7     | 007.20（4人）   | 12着 | R1:33.4（33.6）   | -0.6 | 0横山典弘   | 55        | サフィラ             | 488         |
| 0000.05.25 | 京都   | 都大路S        | L    | 芝1800m（稍） | 17    | 8     | 15    | 006.90（3人）   | 08着 | R1:46.6（36.1）   | -1.4 | 0横山典弘   | 55        | セキトバイースト     | 484         |

- 競走成績は2025年5月25日現在

## 血統表
| スウィープフィートの血統        | スウィープフィートの血統            | スウィープフィートの血統            | （血統表の出典）                    | （血統表の出典）    |
| 父系                            | サンデーサイレンス系（ヘイロー系）  | サンデーサイレンス系（ヘイロー系）  | サンデーサイレンス系（ヘイロー系）  | [ § 2 ]             |
| 父 スワーヴリチャード 栗毛 2014 | 父の父ハーツクライ 鹿毛 2001        | *サンデーサイレンス                 | Halo                                | Halo                |
| 父 スワーヴリチャード 栗毛 2014 | 父の父ハーツクライ 鹿毛 2001        | *サンデーサイレンス                 | Wishing Well                        |                     |
| 父 スワーヴリチャード 栗毛 2014 | 父の父ハーツクライ 鹿毛 2001        | アイリッシュダンス                  | *トニービン                         | *トニービン         |
| 父 スワーヴリチャード 栗毛 2014 | 父の父ハーツクライ 鹿毛 2001        | アイリッシュダンス                  | *ビューパーダンス                   |                     |
| 父 スワーヴリチャード 栗毛 2014 | 父の母*ピラミマ 黒鹿毛 2005         | Unbridled's Song                    | Unbridled                           | Unbridled           |
| 父 スワーヴリチャード 栗毛 2014 | 父の母*ピラミマ 黒鹿毛 2005         | Unbridled's Song                    | Trolley Song                        |                     |
| 父 スワーヴリチャード 栗毛 2014 | 父の母*ピラミマ 黒鹿毛 2005         | *キャリアコレクション               | General Meeting                     | General Meeting     |
| 父 スワーヴリチャード 栗毛 2014 | 父の母*ピラミマ 黒鹿毛 2005         | *キャリアコレクション               | River of Stars                      |                     |
| 母 ビジュートウショウ 鹿毛 2011 | 母の父ディープスカイ 栗毛 2005      | アグネスタキオン                    | *サンデーサイレンス                 | *サンデーサイレンス |
| 母 ビジュートウショウ 鹿毛 2011 | 母の父ディープスカイ 栗毛 2005      | アグネスタキオン                    | アグネスフローラ                    |                     |
| 母 ビジュートウショウ 鹿毛 2011 | 母の父ディープスカイ 栗毛 2005      | *アビ                               | Chief's Crown                       | Chief's Crown       |
| 母 ビジュートウショウ 鹿毛 2011 | 母の父ディープスカイ 栗毛 2005      | *アビ                               | Carmelized                          |                     |
| 母 ビジュートウショウ 鹿毛 2011 | 母の母スイープトウショウ 鹿毛 2001  | *エンドスウィープ                   | *フォーティナイナー                 | *フォーティナイナー |
| 母 ビジュートウショウ 鹿毛 2011 | 母の母スイープトウショウ 鹿毛 2001  | *エンドスウィープ                   | Broom Dance                         |                     |
| 母 ビジュートウショウ 鹿毛 2011 | 母の母スイープトウショウ 鹿毛 2001  | タバサトウショウ                    | *ダンシングブレーヴ                 | *ダンシングブレーヴ |
| 母 ビジュートウショウ 鹿毛 2011 | 母の母スイープトウショウ 鹿毛 2001  | タバサトウショウ                    | サマンサトウショウ                  |                     |
| 母系(F-No.)                     | セヴアイン(USA)系(FN:5-j)           | セヴアイン(USA)系(FN:5-j)           | セヴアイン(USA)系(FN:5-j)           | [ § 3 ]             |
| 5代内の近親交配                 | サンデーサイレンス 3×4、Lyphard 5×5 | サンデーサイレンス 3×4、Lyphard 5×5 | サンデーサイレンス 3×4、Lyphard 5×5 | [ § 4 ]             |
| 出典                            | 1. 2. 3. 4.                         | 1. 2. 3. 4.                         | 1. 2. 3. 4.                         | 1. 2. 3. 4.         |

- 祖母スイープトウショウは2005年宝塚記念などGI3勝。その半弟に2021年サウジダービー勝ち馬のピンクカメハメハがいる。
- 4代母サマンサトウショウは1990年エプソムカップ勝ち馬。
- そのほかの近親にトウショウバルカン（1991年新潟大賞典）、トウショウドラフタ（2016年ファルコンステークス）など。